# خرغوس
خرغوس(نام علمی: Caltha palustris) نام یک گونه از تیره آلالگان است.